# Ауфідій
Ауфідій (лат. Aufidius) — номен давньоримського плебейського роду (gens Aufidia), що походив з міста Фунді. Найбільші гілки роду мали когномени Орест (Orestes) та Луркон (Lurco)

## Відомі представники
- Гней Ауфідій (Gnaeus Aufidius) — народний трибун 114 або 106 р. до н. е., претор 108 чи 104 р. до н. е. Автор літопису з історії Риму.
- Гней Ауфідій Орест (Gnaeus Aufidius Orestes) — консул 71 р. до н. е.
- Марк Ауфідій Луркон (Marcus Aufidius Lurco) — магістрат та дід по лінії матері римської імператриці Лівії Друзілли, дружини імператора Октавіана Августа. Був автором закону de ambitu.
- Ауфідій Басс (Aufidius Bassus) — давньоримський історик.
- Публій Юентіс Цельс Ауфідій Хеній Сеуріан (Publius Iuuentius Celsus T. Aufidius Hoenius Seuerianus) — консул 129 р.
- Луцій Ауфідій Пантера (Lucius Aufidius Pantera) — префект римської провінції Британія
- Гай Ауфідій Вікторин (Gaius Aufidius Victorinus) — консул 183 р.
- Марк Ауфідій Фронтон (Marcus Aufidius Fronto) — консул 199 р.
- Гай Ауфідій Вікторин (Gaius Aufidius Victorinus) — консул 200 р.
- Гай Ауфідій Марцелл (Gaius Aufidius Marcellus) — консул 226 р.
- Ауфідій Луск (Aufidius Luscus) — посадова особа з міста Фунді, згадується у «Сатірах» Горація.

## Інші факти
Також головною діючою особою трагедії Вільяма Шекспіра «Коріолан» є Тулл Ауфідій (Tullus Aufidius).